# 벼

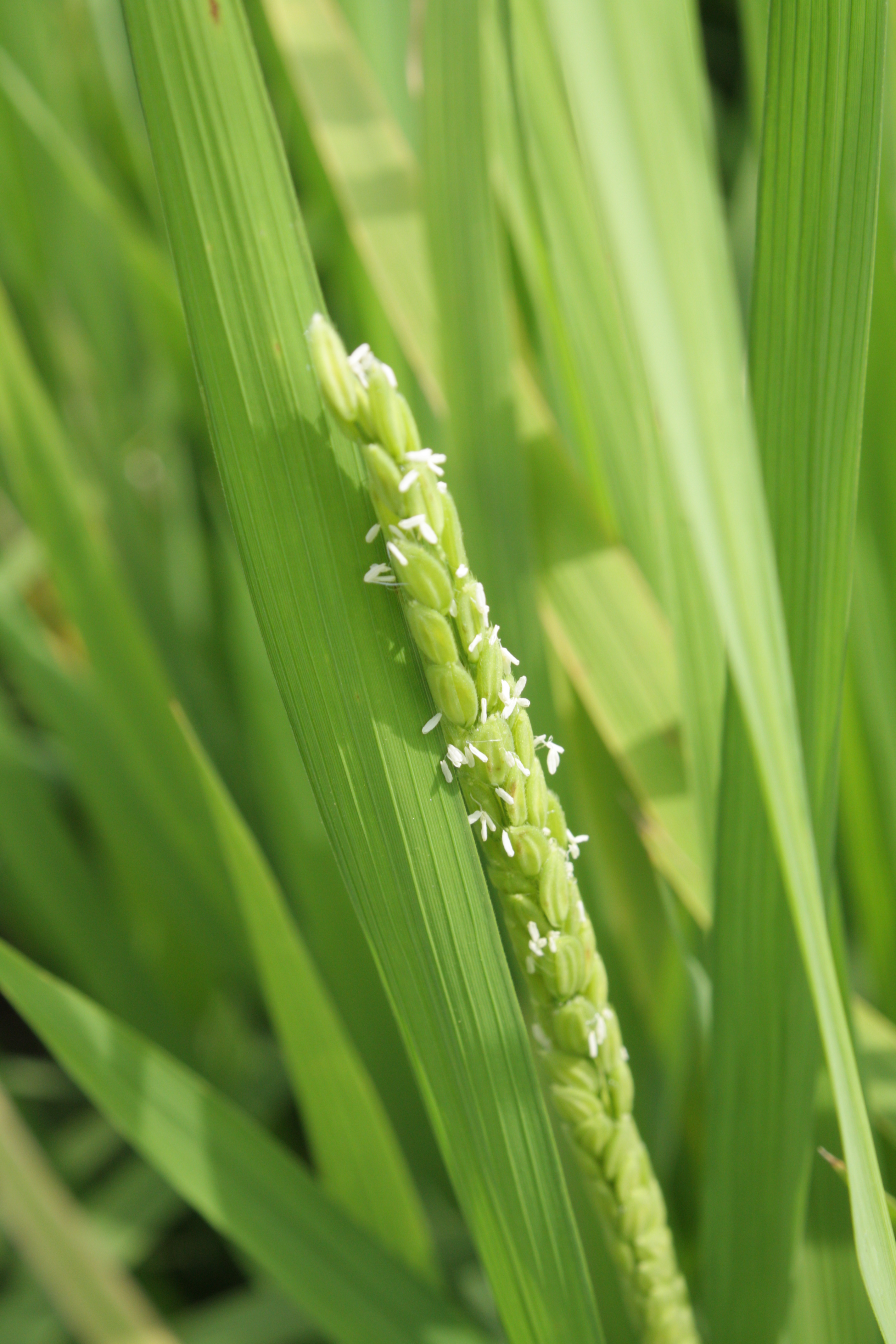
벼꽃

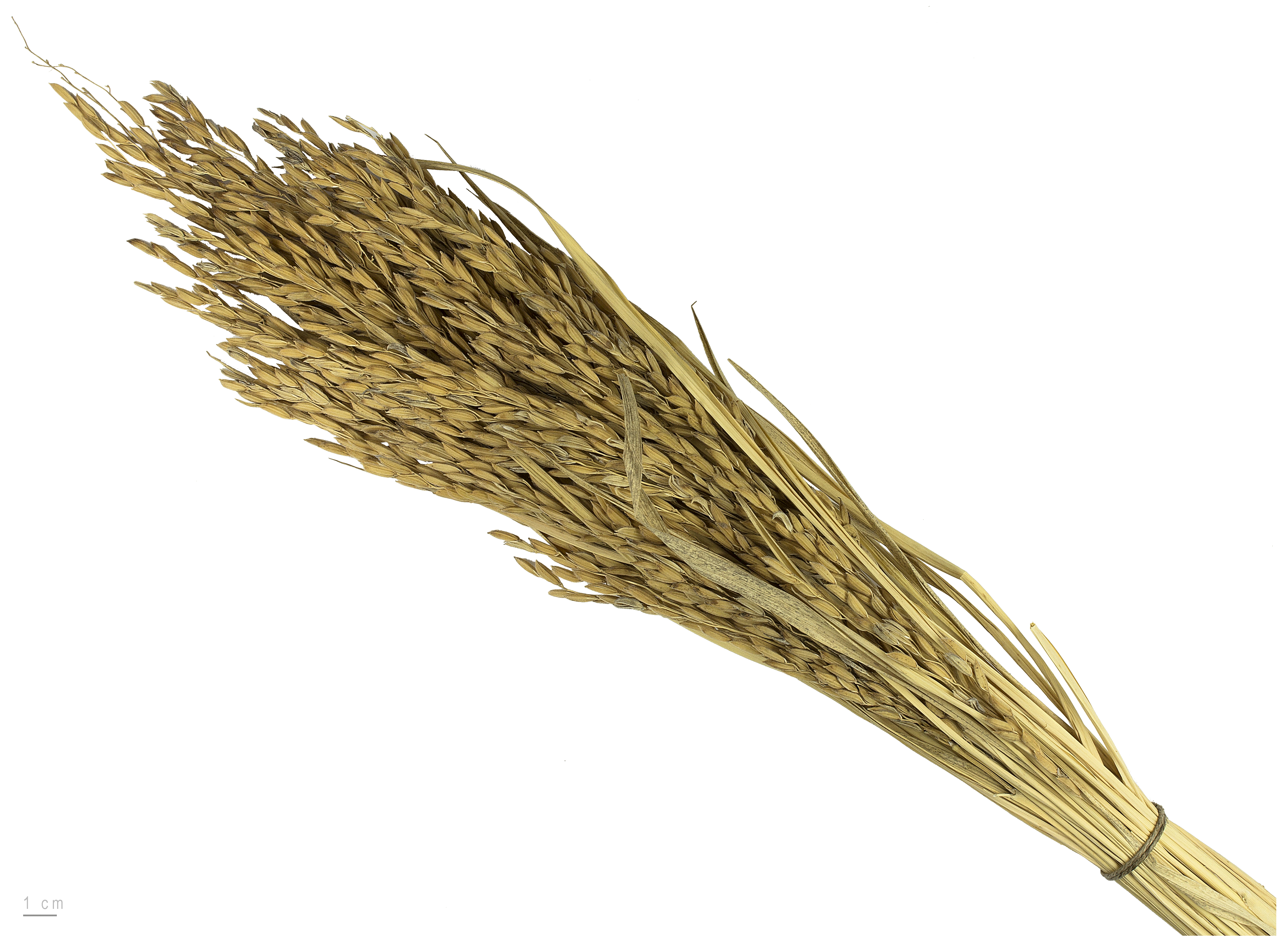
Oryza sativa 벼의 모습.

벼는 벼과의 재배종으로, 크게는 자포니카 종과 인디카 종으로 나눈다. '벼'를 기르려면 물이 많이 필요하므로 주로 논이라는 토지 형태를 마련해서 짓기만 자연환경에 따라서 마른 땅에서 기르기도 하며(밭벼) 일부 품종은 깊은 물에 잠기게 기르기도 한다. 1~1.8미터, 때로는 그 이상도 자라며, 길이 50~100센티미터, 폭 2~2.5센티미터의 길고 가느다란 잎이 있다. 꽃은 작고 바람을 이용하여 수정하며, 식물 알맹이인 쌀은 5~12밀리미터 길이에 2.3밀리미터 폭인 세계에서 중요한 곡식이다. 하지만 이런 형태적 특징은 벼 종류와 재배 환경에 따라 많은 차이가 있다.

## 개요
세계 인구 절반 이상이 벼 낟알인 쌀을 주식으로 한다. 세계 벼의 대부분을 아시아 지역에서 재배한다. 벼는 수천 년 전에 동남아시아에서 야생으로 자라던 벼를 사람들이 채집해서 섭취했다고 추정한다. 이미 기원전 5000년경에 중국 남부와 타이 북부, 라오스, 베트남에서 식량으로 벼를 재배했다는 증거를 발견했다. 그 곳에서 북쪽으로 중국을 거쳐  한국과 일본으로, 서쪽으로는 인도, 남쪽으로는 인도네시아까지 벼가 전해졌다. 유럽에서 벼가 처음 재배한 시기는 서기 700년경이다. 곡식 작물인 벼는 밀, 옥수수, 귀리를 비롯한 다른 곡류와 마찬가지로 화본과에 속한다. 그러나 벼는 다른 곡류와 달리 얕은 물에서 잘 자란다. 열대지역의 무덥고 습한 기후 조건은 벼를 가장 잘 자라게 하는 요인이다. 대한민국에서 4월 중순부터 5월 중순경까지 못자리를 만들어 볍씨를 뿌린 뒤 30-50일이 지난 5월부터 6월 상순경에 모내기를 한다. 21세기에는 자동 기계인 이앙기로 모내기를 한다. 벼가 자라면서 피(식물)와 잡초도 제거하고 논둑에 예초기도 사용한다. 베토기를 사용해서 물을 빼주고 병충해를 예방하는 약도 뿌려야 한다. 친환경 농법이 아니면 농약을 논둑과 논에 뿌려준다. 벼가 나오기 시작하면 비료를 준다. 9월부터 10월말까지 콤바인으로도 베어 곡물건조기로도 말려 털어서 정미기로 껍질을 벗기면 쌀이 된다. 오늘날 경작하는 벼는 아시아산 벼와 아프리카산 벼 두 종류 뿐이다. 주로 재배하는 종류는 아시아산 벼이며, 아프리카산 벼는 아프리카의 서부지역에서 소량만을 재배한다. 아시아산 벼는 크게 인도형, 자포니카형, 자바형으로 분류한다. 인도형은 인도와 다른 열대지역에서 재배한다. 자포니카형은 한국, 중국, 일본을 포함한 아시아의 다소 서늘한 기후 지역과 유럽, 북아메리카, 오스트레일리아에서 재배한다. 자바형은 인도네시아에서 재배한다. 이들 세 계통의 벼에는 7만 가지가 넘는 품종이 있다. 벼는 또한 경작 방식에 따라 논벼와 밭벼로 분류한다. 논벼는 물이 많은 곳에서 잘 자라며, 세계 재배 면적의 약 90%를 차지한다. 밭벼는 물을 대기에 너무 높은 지역에서 재배하며, 세계 재배 면적의 약 10%이다. 그 밖에 벼의 생육기간이 길거나 짧거나에 따라서 조생종, 중생종, 만생종으로 분류한다.

## 벼 농사
벼는 세계 인구 절반 이상에게 중요한 식량 자원이며, 곡물 중에서도 가장 많이 이용한다. 벼 농사는 도작(稻作)이라고도 한다. 벼 농사는 저임금, 다우 지역에 적당하며, 이는 벼 농사가 매우 노동 집약적이며 또한 경작하려면 많은 양의 물이 필요하기 때문이다. 하지만 실질적으로 세계 어느 지역이든지 자라며, 심지어 가파른 산 중턱에서도 자란다. 벼는 세계에서 옥수수와 밀에 이어 세 번째로 많은 수확고를 보인다. 원산지는 아직까지 정확하지 않으며 현재까지 학자들 사이에 많은 의견이 있다. 하지만 벼는 현재 아시아 뿐만 아니라 많은 문화권에서 재배하며 벼 문화를 공유한다.

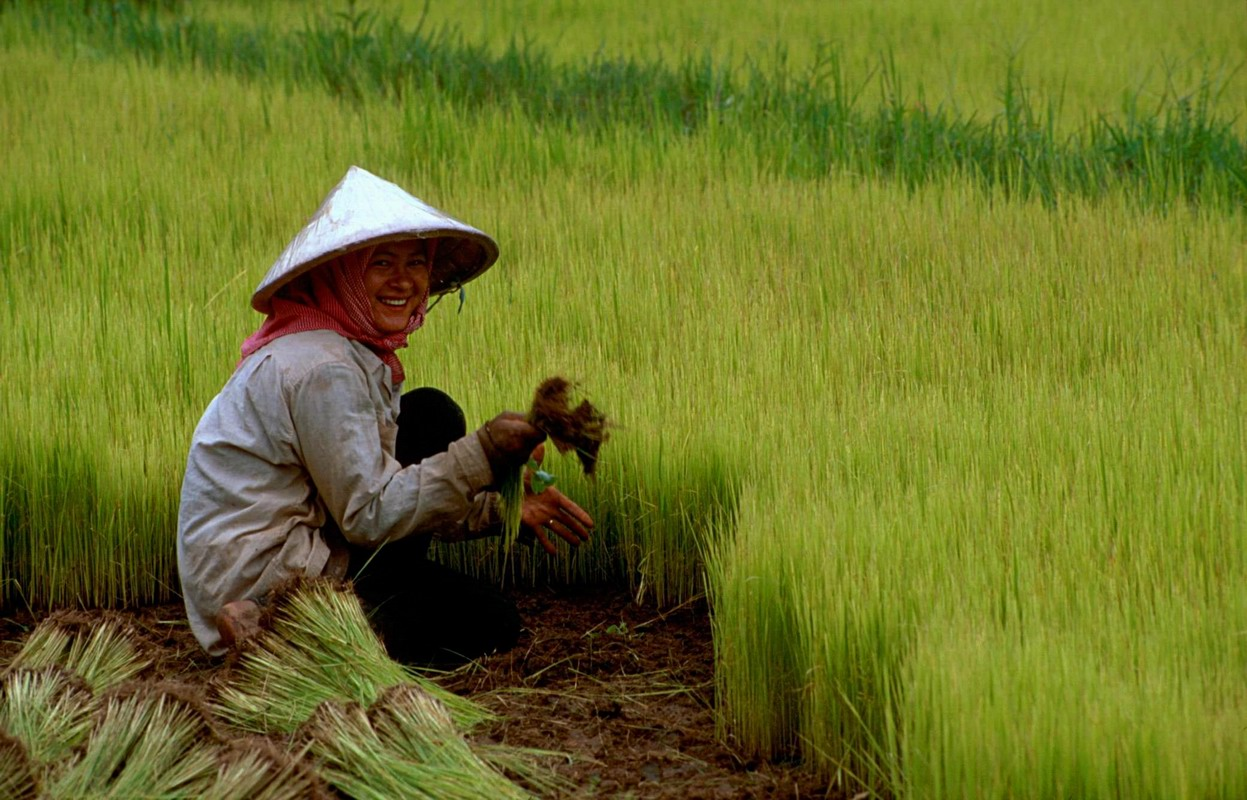
베트남에서 모내기를 하는 장면.

## 생태
벼는 주로 논, 특히 약 15센티미터 깊이로 유지하는 얕은 논에서 잘 자란다. 논은 때로 민물고기나 식용 개구리 등을 동시에 키우는 두 가지의 목적으로 사용하기도 한다. 벼가 지닌 물에 대한 내성은, 물에 잠긴 논에서 잡초의 성장을 억제한 채, 벼만 자라게 한다. 일단 벼가 자라면, 논에서 물을 빼고 추수를 준비한다. 논은 쌀 생산량을 증가시키지만, 화학 제초제를 사용하면 건지에서도 수확이 가능하다.
밭벼는 무논이 아닌 마른 땅에서 재배하는 벼의 품종 혹은 방식이다. 대개는 '밭벼'로 부르는 품종이 따로 있으며 무논이 아닌 마른 땅에서 오로지 비에 의존해서 농사를 짓는다. 한국의 경우에는 주로 밭을 마련해서 키우지만 한국을 제외한 일부 지역에서는 산지에 볍씨를 뿌려 짓기도 한다.
필리핀 등지에서 재배하는 깊은 물에서 자라는 종인 부유도(浮稻, floating rice)도 있는데, 이는 줄기가 길어서 논 깊이를 2미터까지도 자란다.
논은 왜가리나 휘파람새 등의 새, 많은 종류의 양서류와 뱀 등에게 중요한 서식지이다. 이들은 메뚜기, 부처나비 유충, 이화명나방 애벌레(이화명충), 멸구 등의 해충 구제를 도와주며, 먹고 먹히는 먹이사슬을 구성한다.
논이거나 건지거나 벼는 다른 곡물에 비해 많은 물이 필요하다. 벼농사는 미국이나 오스트레일리아와 같은 몇 국가에서 많은 논쟁 사안이다. 이는 0.02%의 GDP를 생산하려고 전국 7%의 국가 물 사용량을 차지하기 때문이다. 하지만 주기적인 우기나 태풍이 있는 국가는 논에 일정한 수준의 물 공급을 유지할 수 있다.
균사체인 도열병균(稻熱病菌)은 매년 세계 6천만 명의 식량에 해당하는 벼의 손실을 입히는 가장 해로운 작물 병원균이다.

## 볍씨와 발아
벼 재배는 좋은 볍씨를 고르는 일부터 시작한다. 씨가리기는 보통 소금물에서 비중차를 이용한 소금물가리기를 하여, 물 위에 뜬 볍씨를 제거하고 가라앉은 볍씨를 재배한다. 소금물 비중은 까락이 없는 메벼 품종의 경우는 1.13으로 하고, 까락이 있는 메벼 품종이나 찰벼 품종인 경우는 1.08-1.10으로 한다. 씨가리기를 한 뒤에 물로 잘 씻어내고, 볍씨 소독약으로 소독한다. 소독하여 볍씨에 붙은 도열병균이나 깨씨무늬병균 등의 포자(胞子)를 제거한다. 볍씨의 발아는 수분 흡수에서 시작한다. 먼저 배(胚)가 볍씨의 능선 기부를 뚫고 희게 노출되고, 이어서 떡잎집과 원뿌리가 나온다. 볍씨 발아의 최적온도는 30-34℃이지만, 약 10℃ 이상에서 적당한 수분과 산소만 있으면 발아한다. 현재는 이앙기로 모내기를 하므로, 생육을 고르게 하려고 가지런히 싹을 틔운 볍씨를 파종한다. 이 때문에 저온에서 충분히 물을 흡수한 볍씨를 약 24시간, 32℃ 전후에 두어서 발아시킨다.

## 비료
벼는 영양생장기에 질소·인산·칼륨 및 그 밖의 영양분을 많이 흡수하여 줄기와 잎을 키우는데 이 시기에 영양분이 모자라면 생육이 억제되어 수확량이 적어진다. 생식생장으로 들어가면 질소와 인산의 흡수량은 적어지나 규산·칼슘 및 마그네슘의 흡수량은 많아진다. 이와 같은 영양분들은 식물체에 흡수되어 각종 생리적인 대사작용에 필수적으로 이용하기 때문에 질소·인산·칼륨과 같이 벼가 자라는 데 다량으로 필요한 성분은 비료의 형태로 사용해 주어야 한다. 벼농사에서 비료 사용량은 이론적 목표수량을 생산하는 데 필요한 성분량에서 천연공급량을 빼고 모자라는 부분을 비료로서 사용한다. 대체로 10 아르(a)당 쌀 450kg을 목표수량으로 하는 경우 표준시비량은 질소 12kg, 인산 5kg, 칼륨 8kg, 규산 60kg 정도이며 조식(早植)·만생종·밀식·수수형품종(穗數型品種)을 재배할 때는 약간씩 더 준다. 한편 같은 분량의 비료라도 사용시기와 사용방법에 따라서 그 효과가 크게 달라진다. 벼농사에서 가장 중요한 질소비료는 이앙 전의 밑거름과 이앙 후 15일경에 주는 분얼비(分蘖肥), 이삭의 발달을 좋게 하기 위한 출수 24일 전에 주는 이삭거름과 출수 직후에 주는 알거름의 4회에 걸친 시비를 한다. 각각의 시기에 전체 사용량의 40-50%, 20-30%, 20%, 10%의 비료량 사용이 보통이다. 인산과 규산질비료는 전량을 이앙 전에 밑거름으로 주고 석회와 유기질비료는 봄에 논을 갈 때 사용한다. 칼륨비료는 봄에 논을 갈 때 사용하고 전량의 2/3를 밑거름으로 주며 나머지는 질소비료와 함께 이삭거름으로 사용한다.

## 수확
출수된 후 40-45일쯤 벼이삭이 노란색을 띠고 벼알 전체의 90% 이상이 노랗게 변하면 벼를 베어야 한다. 벼베는 시기가 적기보다 너무 빠르거나 늦으면 수확량이 줄어들고 미질도 나빠진다. 벼베는 시기는 이삭과 벼알의 빛깔을 보고 잘 결정해야 한다. 벼베기 7-10여 일 전에 눈의 물을 완전히 빼서 논바닥을 말려 벼베기 작업을 쉽게 해야 한다. 벤 벼는 작은 다발로 묶어 세워 말린 후 탈곡을 하거나 벼를 베는 동시에 탈곡을 한다. 그 후에 곡실(穀實)만을 건조하는 방법이 있다. 벼를 벨 때 곡실의 수분함량은 20% 정도이므로 탈곡한 벼는 수분이 15% 정도가 될 때까지 말려야 한다. 탈곡과 건조가 끝난 벼는 풍구·체 등을 사용하여 깨끗이 조제한 후 가마니나 자루에 담아 저장한다.

## 벼 재배의 역사

### 세계 재배의 역사
현재 재배하는 벼와 가까운 종인 야생벼, 즉 벼속에 속하는 식물들은 아시아의 열대지방·아프리카·라틴아메리카 및 오스트레일리아에서 발견되나 벼의 선조가 어떤 것인지는 확실하지 않다. 다만 식물학적 유연관계로 동남아시아에서 발견한 다년생 야생벼의 일종인 발룽가(balunga)에서 분화했다고 추정한다. 따라서 재배하는 벼의 발상지는 남부 및 동남 아시아의 기온이 높고 다습한 습지대로 본다. 서부 아프리카에서 재배하는 글라베르메(glaberrime)는 그 기원이 유라시아 지역 벼와 다르다고 주장한다.
벼 재배는 6500년 전 많은 나라에서 동시적으로 발생했다고 추정했었으나, 현재 한반도 청주시 소로리에서 1만7천년전의 볍씨를 발견하여 한반도가 벼 재배 기원지라는 학설이 있다. 오늘날 재배하는 벼의 순화 및 재배는 지금부터 최소한 4000-5000년 전에 인도의 갠지스강 유역, 북부 미얀마·타이·라오스·인도차이나·중국 남부지역 등지에서 거의 같은 시기에 각각 독립적으로 시작된 것으로 추정되며, 이곳으로부터 세계 각국으로 전파되었다고 주장한다.
벼의 전파경로는 대략 다음과 같이 추정한다. 즉, 서쪽으로는 이란을 거쳐 카프카스지방에 전해지고 유프라테스강 유역에서 기원전부터 재배하였으며, 7-8세기경에는 이 지방에서 벼 재배가 일반화되었다. 유럽으로의 전파 경로는 하나는 터키를 거쳐 발칸 반도에 전파된 것이고, 다른 하나는 8-13세기경 아프리카 북부지방을 거쳐 에스파냐와 포르투갈에 전파되어 지중해 연안으로 전래되었다. 아프리카에 전파된 것은 기원전에 인도에서 해로(海路)를 따라 동부 아프리카에 직접 전파된 경우, 6-7세기경 중앙 아시아 및 고대 페르시아 지방으로부터 북부 아프리카로 전파된 경우, 서부 해안지대에서 오랫동안 자생해 오던 것이 대륙으로 보급된 경우가 있다. 동북 아시아의 경우 중국에서 BC 2700년의 '5곡설(五穀說)'이 있던 것으로 보아 벼가 가장 오래된 농작물임을 알 수 있고, 중국을 거쳐 한국·일본으로 전파되었다. 남쪽으로는 자바에서 BC 1084년에, 스리랑카에서는 BC 513년에 벼를 재배하였다. 남아메리카 대륙에는 16세기초 포르투갈인에 의하여, 미국에는 1699년에 네덜란드 배에 의하여 벼가 전파되었고, 미국의 서부는 20세기 초에 극동에서 전파되었으며 오스트레일리아와 태평양제도에는 19세기 중엽에 전파되었다.
이 중, Oryza rufipogon은 아시아 재배벼의 조상종으로 동남아시아 지방에서 유래한 것으로 보이며, 크게 두가지의 재배벼 아종인 인디카와 자포니카이 독립적으로 순화과정을 통해 생겨난 것으로 보인다. 하지만 재배벼의 원산지와 순화과정은 현재까지 학자들간에 중요한 논쟁거리가 되고 있다.
일본에는 기원전 1000년경에 건지 농사가 전해졌으며, 이후 기원전 300년경 야요이 시대에 한국으로부터 논 농사가 전해졌다.
Oryza sativa는 중동지방 및 지중해지방에서 기원전 800년경에 받아들여졌다. 스페인에는 무어인이 기원후 700년경 점령시에 가지고 왔다. 15세기 후반, 벼는 이탈리아와 프랑스에 전파되었고, 후에 대항해시대에 전 대륙으로 전해지게 되었다. 1694년, 벼는 남캐롤리나로 전파되었는데, 이는 마다가스카르에서 시작된 것으로 생각된다. 스페인인은 18세기에 남아메리카에 벼를 전해주었다.
Oryza barthii에서 유래된 아프리카 재배종은 3500년동안 경작되어 왔다. 기원전 1500년과 기원전 800년 사이에, 나이저강의 삼각주로부터 세네갈로 퍼져나갔다. 하지만, 원산지에서 크게 벗어나서 이용되지는 않았다. 더구나 7세기와 11세기사이에 아프리카 동부해안으로 아랍인들이 들여온 것으로 추정되는 아시아 재배종에 밀려서 경작이 쇠퇴하였다.

### 한국에서 벼 재배의 역사

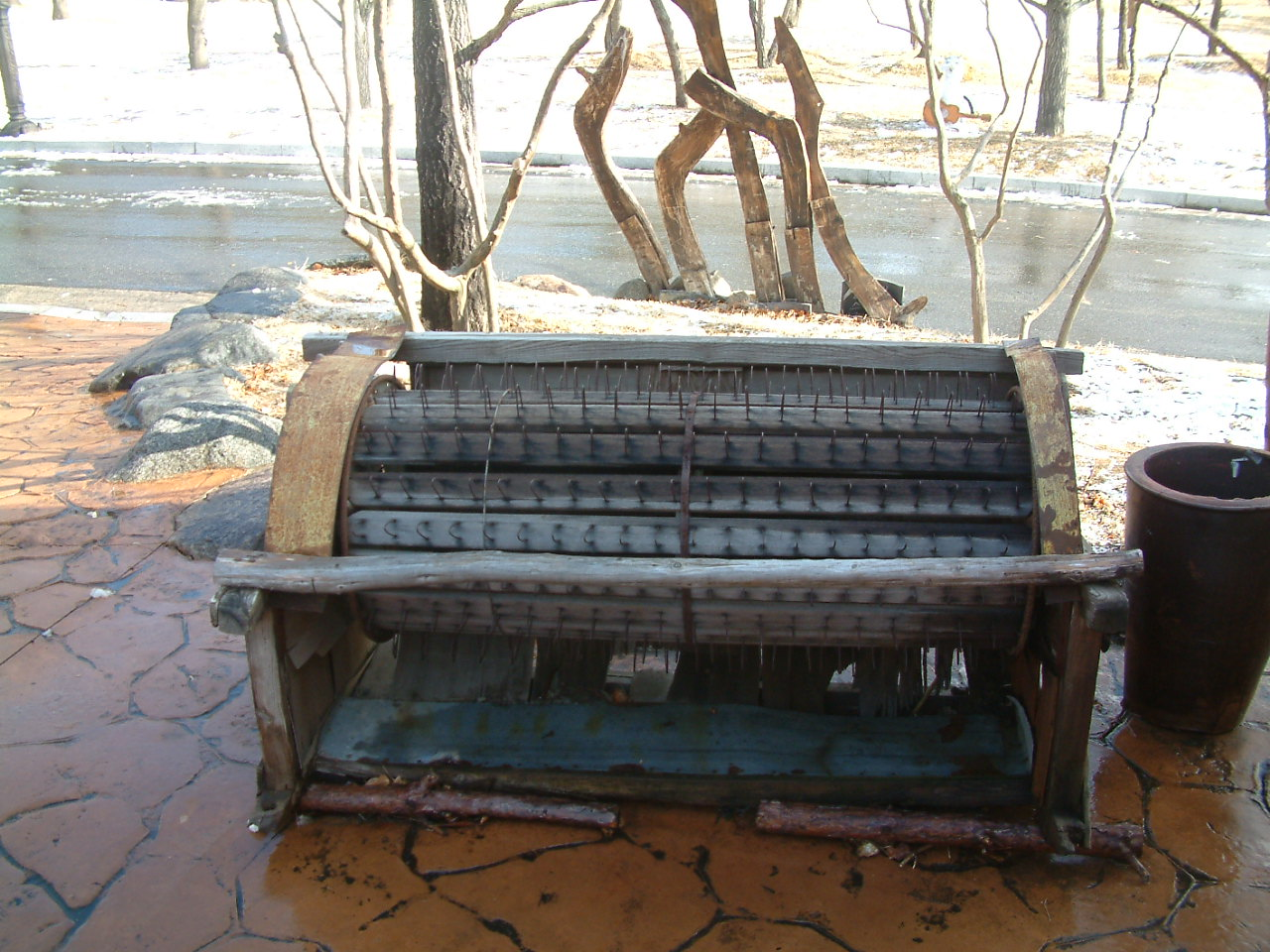
탈곡기

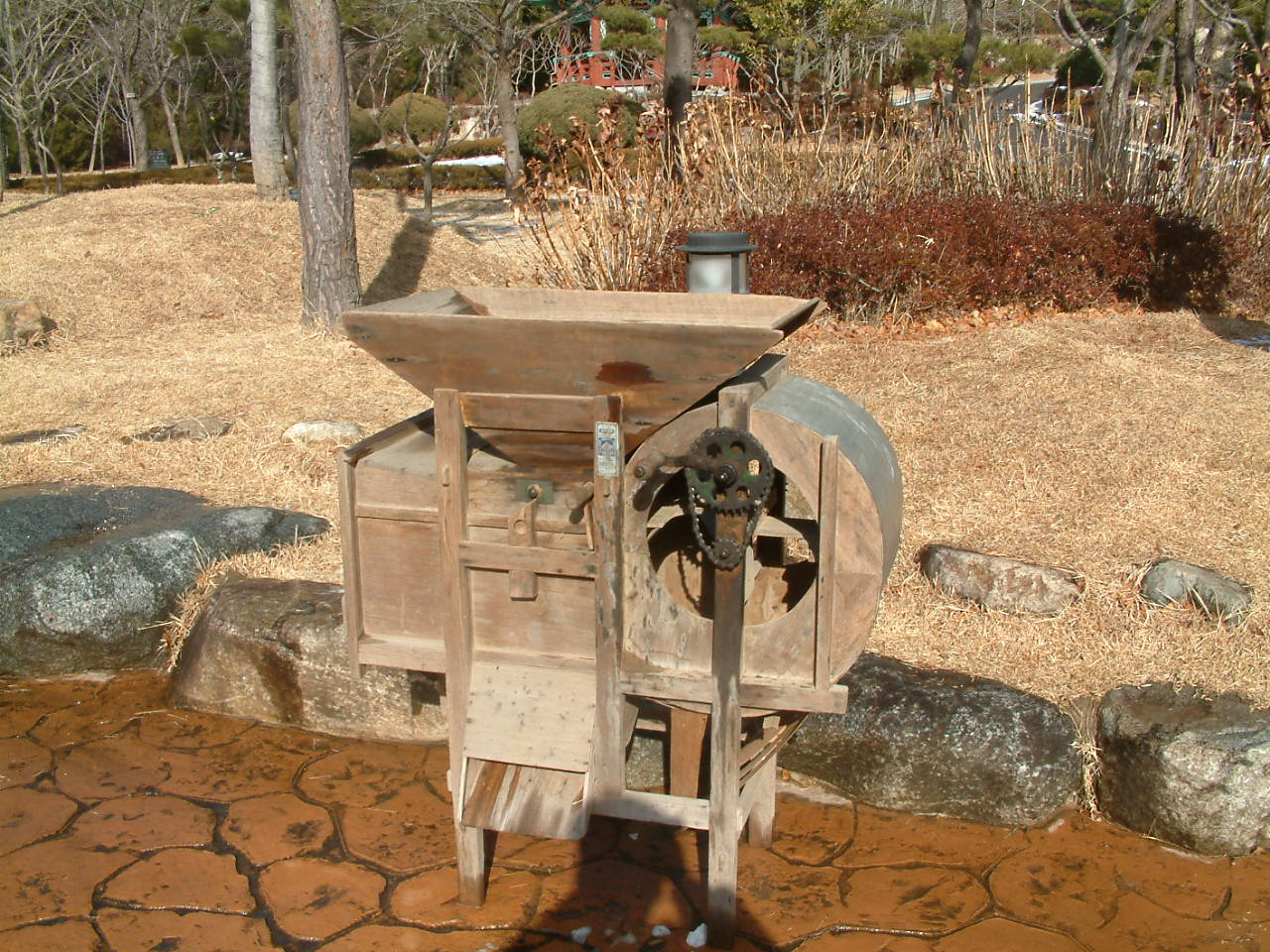
풍구

홀태를 이용하여 벼를 홅는 장면

벼는 한국의 농작물 중에서 가장 오래 된 농작물이다. 청주시 소로리에서 1만7천년전의 볍씨가 발견되어 콜린 렌프류의 《현대고고학의 이해》에서는 벼농사의 기원을 한국으로 주장한다. 벼농사의 기원이 한반도한반도에서 수도작 벼농사는 기원전 20세기까지 거슬러 올라간다.
김해 조개더미에서 발굴된 탄화(炭化)된 쌀덩어리 및 기타 유물 등으로 미루어 보아 지금부터 약 2,000년 전에 재배하였을 것으로 추정되는데, 1976년 경기 여주에서 지금부터 약 3,000년 전의 것으로 추정되는 탄화미(炭化米)가 발굴됨으로써 한국 벼농사의 기원이 매우 오래 되었음을 추정할 수 있다. 1991년 5월 경기도 김포군 통진면에서 기원전 2100년경으로 추정되는 japonica 볍씨가 발견되었으며, 1991년 6월에는 경기도 고양군 일산읍 신석기 토층에서 이보다 앞선 기원전 2300년경의 japonica 볍씨가 발견되었다. 1998년 4월, 충청북도 옥산면 소로리 구석기 유적에서는 방사선 탄소 연대 측정으로 1만 3000년 ~ 1만 6000년이 나오는 볍씨 11톨을 포함, 고대벼와 유사벼 59톨이 출토되었다. 이들은 출토 이후 1999년 제4회 국제 벼 유전학술회의와 2003년 제5차 세계 고고학 대회에서 세계에서 발표되었고, 2016년 국제 고고학 개론서, Archaeology: theories, methods and practice 개정판에서 쌀의 기원지를 한국으로, 그 연대를 13,000년 전으로 개정하여 출간하는 등 국제학계에서 이 쌀을 세계 식용쌀의 기원이란 설이 점차 기정 사실로 굳혀가고 있다. 1972년 이후부터 발행된 대한민국의 50원 동전 앞면에는 벼 이삭이 그려져 있다.
<삼국사기>에는 백제와 신라 초기의 벼농사를 기록하고 있고 삼국의 벼농사 장려기록, 연못과 제방의 수축에 관한 기록들이 있으며, 중국의 기록에도 신라의 벼농사에 관한 것이 있다.  그러나 벼의 종류에 관한 기록은 1429년의 <농사직설(農事直說)>에 수경(水耕)·건경(乾耕)·이앙(移秧)에 관한 기록이 있어 밭벼와 논벼를 구별한 것이 최초이며, 그 후 <금양잡록(衿陽雜錄)>에 밭벼 3품종, 논벼 24품종 등 총 27품종이 기록되어 있다. 1682년에 저술된 <산림경제지(山林經濟誌)>에는 36품종, 1771년에 간행된 <고사신서(攷事新書)> <농포편(農圃篇)>에는 조도(早稻) 7품종, 차조도(次早稻) 3품종, 만도(晩稻) 19품종을 합한 29품종이 기록되어 품종을 생육기간별로 구분했다. 1760-1845년에 저술된 <임원경제지(林園經濟誌)>에는 68품종이 기록되어 있다. 1907년에 권업모범장이 수원에 설립된 후 11-12년에 조사한 한국 벼품종은 메벼 876품종, 찰벼 383품종, 밭벼 192품종을 합하여 총 1,451품종이었다.  이 시대의 주요 재배품종은 미조(米租)·노인조(老人租)·다다조(多多租)·모조(牟租)·조동지(趙同知)·남조(南租)·흑조(黑租) 등이었다.

## 재배 품종
아시아에서는 1920년대 후반에 인디카 (indica)종과 자포니카 (japonica)종 두 가지가 있는 것으로 알려졌으나, 1940년경 자바니카종 (javanica or tropical japonica)이 발견되어 세 가지 아종으로 분류되었다. 이는 형태학적인 구분에 의거한 것으로 벼알의 모양이 자포니카는 짧고 둥글며, 인디카는 약간 납작하며 자바니카는 폭이 넓고 두터운 등의 차이를 보이고 있다. 하지만 이는 재배 환경에 따라 변이를 보이는 등 분류를 위해서 충분하지 않으며 분자생물학적인 기법이 추가되어 현재는 indica에는 indica, aus로 japonica에는 temperate japonica, tropical japonica, aromatic으로 재분류가 된다.
한국에서 재배되는 대다수의 재배품종은 temperate japonica에 속해있지만, 벼육종을 위해서 야생벼를 포함한 다른 O. sativa 아종들이 이용되고 있다. 예를 들어, 통일벼 육성을 위해서 indica 품종이 사용되기도 했다.

### 한국의 재래종
한국 재래종의 일반적인 공통 특성은 ① 대부분 유망종이고, ② 이삭의 벼알수가 많으며, ③ 대립종(大粒種)이 적고, ④ 분얼이 적으며, ⑤ 키가 커서 쓰러지기 쉽고, ⑥ 도열병에 약하며, ⑦ 건조한 땅에 잘 견디고, ⑧ 저온발아력이 높으며, ⑨ 조생종이 많고, ⑩ 탈립이 쉽게 된다는 것 등이다. 1910년경부터 여러 경로를 통하여 일본에서 벼품종이 많이 도입되기 시작하였는데 30년대에는 일본에서 도입된 품종의 재배면적이 전체 논면적의 약 67%를 차지하게 되었고 이때 가장 많이 재배된 품종이 곡량도(穀良都)였다.  1960년대에는 국내에서 육성한 품종들의 재배면적이 전체의 58%를 차지하였다. 1910년대 이전에 재배되던 재래종으로부터 일본에서 도입한 품종으 보급, 국내에서 육성한 품종의 보급 등의 변화과정을 거치면서 한국의 벼품종들은 각종 작물학적 특성이 크게 개량됨으로써 품종의 수량성도 많이 향상되었으나 이들 개량된 품종들도 도복(倒伏)에 약하고, 내비성(耐肥性)과 내병성(耐病性)이 약하여 획기적인 생산성 증대를 기대하기 어려운 단점을 가지고 있었다. 1970년에 육성된 통일(統一) 품종은 그때까지 재배되던 일본형 품종과는 초형(草型)과 여러 가지 특성이 완전히 달라 한국 벼품종의 큰 변화를 가져왔는데, 이 품종은 일본형과 인도형을 교잡하여 육성한 것으로서 키가 작아 쓰러지지 않고 내비성과 내병성이 강하여 많은 수량을 낼 수 있는 장점이 있었다. 그 후 통일 품종의 단점을 개선한 유신·밀양 23호·만석·조생통일 등의 품종이 계속 육성·보급되어 1970년대 후반에는 이들의 재배면적이 총 논면적의 50%를 넘어서게 되어 현재에 이르고 있으며, 따라서 한국의 벼농사는 일본형 품종과 통일형 품종이 함께 재배되고 있는 실정이다.
- 2007년 대한민국에서 재배되는 벼 품종은 약 163종이다. 경기 지역은 추청, 일품 벼, 충청 지역은 동진, 주남 벼, 호남 지역은 동진, 남평 벼, 영남 지역은 동진, 주남 벼가 많이 재배되고 있다. 품종별 재배면적을 보면 동진 1호가 22%, 추청 13%, 주남 8%, 일미 8% 순이다.
- 벼 품종은 조만성(早晩性)에 따라 조생종, 중생종, 중만생종으로 분류한다. 조생종은 전체 재배면적의 7.5% 수준을 차지하며, 추위가 빨리오는 중북부 지역(철원, 연천, 평창 등)과 중산간지(제천, 운봉, 상주)에서 주로 재배되며, 추석 전 출하를 위해 평야지에서도 재배된다. 중생종 및 중만생종은 전체 재배면적의 92.5%를 차지하며, 대부분의 평야지에서 재배한다. 조생종의 주요 품종은 오대, 운광, 중화 벼가 있으며, 중생종은 화영, 수라 벼, 중만생종으로는 동진, 추청, 남평, 주남, 일미 벼가 있다.

## 재해 및 병충해 대책
벼 재배기간 중 발생하기 쉬운 기상재해에는 냉해(冷害)·한해(旱害) 및 수해(水害)가 있다. 벼의 냉해는 못자리기간·수잉기·출수기·등숙기 등의 시기에 발생하기 쉽지만 못자리기간과 등숙기에 자주 냉해를 받는다. 냉해대책으로 보온육묘·수온상승·누수답개량·조기조식재배·균형시비·심수관개 및 내냉성 품종의 재배 등이 있다. 한해는 주로 수리불완전답에서 모내기 철에 비가 오지 않을 때 모를 내지 못하여 못자리기간이 연장되고 늦심기가 되어서 벼의 수확량이 떨어지는 경우이다.  벼의 생육에 필요한 생리수의 공급이 모자라는 경우도 있는데 역시 가뭄이 계속되어 못자리나 논이 말랐을 때 나타난다. 근본적인 한해대책은 저수지나 댐을 많이 만들어 수리시설을 완비하는 것이며 재배적으로는 내건성 품종의 재배, 질소비료 과용의 회피, 건답직파, 가식, 대파 등이다. 수해는 침수·관수에 의한 손상·도복·병 발생 등으로서 역시 홍수가 나지 않도록 시설을 하는 것이 가장 좋고 쓰러진 벼는 일으켜 준다. 또, 벼잎을 물로 씻어 주고 질소비료를 많이 주어서는 안 되며 도열병·흰빛잎마름병의 병제약을 살포해야 한다.

### 재해보험
농림수산식품부는 벼 재해보험의 판매대상지역을 2010년 주산지 20개 시·군에서, 2011년에 30개 시·군으로 확대하고, 2012년에는 전국으로 확대하였다.

## 같이 보기
- 모내기
- 쌀

## 참고 문헌
- 대한민국 국립농산물품질관리원 통계자료